# Sint-Annakerk (Kökar)
De Sint-Annakerk in Kökar is een stenen kerk met vrijstaande toren, gelegen op het (schier)eiland Hamnö in de gemeente Kökar in Åland.

## Geschiedenis
Deze locatie heeft een lange en complexe geschiedenis, waarvan nog lang niet alle details ontrafeld zijn. Er hebben met zekerheid vele religieuze gebouwen gestaan, die deels werden gebouwd op de fundamenten van hun voorgangers. Het feit dat deze gebouwen niet centraal op Kökar werden gebouwd maar op een klein eilandje aan een beschutte baai langs de rand van het hoofdeiland, en het feit dat de gebouwen relatief groot waren, doet vermoeden dat ze niet alleen bestemd waren voor de eilandbevolking, maar ook voor passerende zeelieden. Opgravingen hebben ook de resten van twee havenfaciliteiten aan het licht gebracht.
Er hebben uitgebreide opgravingen en archeologische onderzoeken plaatsgevonden. Uit deze onderzoeken is op te maken dat hier al in de 13e eeuw activiteiten bestonden.
Op deze plek heeft een van de drie middeleeuwse Franciscaanse kloosters van Finland - het klooster van Kökar - gestaan. Opgravingen hebben funderingsmuren blootgelegd van meerdere gebouwen die bij het klooster moeten hebben behoord. Er werd ook een groot aantal laatmiddeleeuwse zilveren munten gevonden.
Men vermoedt dat de eerste stenen kerk hier werd gebouwd aan het eind van de 14e eeuw, en dat er zich in die tijd ook al Franciscanen hebben gevestigd, maar dat die kerk pas in het midden van de 15e eeuw vervangen is door het Franciscaner klooster. Dat vermoeden wordt ondersteund door een 14C-accelerator-massaspectrometrie van de mortel tussen de stenen. Rond het jaar 1400 is aan de westzijde een deel aangebouwd; vermoedelijk een toren. De middeleeuwse bedrijvigheid omvatte niet alleen dit klooster; in het zuidelijke deel van Hamnö bevinden zich overblijfselen van een houten zeemanskapel van rond 1500, en er werden ook stenen fundamenten gevonden van vele houten gebouwen met een duidelijke kamerindeling, open haarden enzovoorts. Wat de exacte functie van deze gebouwen is geweest, is nog niet duidelijk.
Tijdens de Reformatie werd het klooster in de jaren 1530 gesloten en raakten de kerk en de andere gebouwen in verval. In 1544 werd op deze plaats een kapel beschreven die viel onder de parochie van Föglö.
Honderd jaar later verkeerde de kerk in zo'n slechte staat dat ze werd verlaten. In 1645 werd in plaats daarvan een houten kerk gebouwd. In 1784 werd het huidige stenen kerkgebouw voltooid, gefinancierd door twee nationale collecties en een grote schenking. Die kerk werd bij de inwijding gewijd aan Anna, de moeder van Maria.
De vrijstaande klokkentoren is gebouwd in de 19e eeuw. Na een zware herfststorm in 1978 moest hij worden gerestaureerd.
In 1908 kreeg Kökar een eigen parochie.
In de jaren 1970 werd naast de kerk opnieuw een kapel gebouwd. Dit gebeurde op de fundamenten van het voormalige Franciscaner klooster. Daarin is tegenwoordig een expositie te zien van (kopieën van) vondsten die zijn gedaan tijdens archeologisch onderzoek in de omgeving. Ook bevinden zich in deze kapel de resten van een kelder die ooit aan het klooster heeft toebehoord.

## Inventaris
- Het doopvont uit de 13e eeuw is gemaakt van Gotlandse kalksteen.
- Het huidige orgel is in 1991 gebouwd door Veikko Virtanen, een Finse orgelbouwer.